# Всеобщие выборы в Боливии (2005)
Досрочные всеобщие выборы в Боливии прошли 18 декабря 2005 года одновременно с выборами префектов департаментов. В результате президентом был избран Эво Моралес от партии Движение к социализму, набравший 54 % голосов избирателей. Впервые, начиная с выборов 1978 года кандидат получил абсолютное большинство голосов. Моралес был приведён к присяге 22 января 2006 года на пятилетний срок. Его Движение к социализму также получило большинство мест в Палате депутатов и стало самой крупной партией в Палате сенаторов.
Одновременно избиратели избрали префектов — высшую исполнительную должность в каждом из девяти департаментов Боливии. Впервые префекты избирались в ходе голосования. Впоследствии местные выборы в департаментов проводились отдельно от национальных, а следующие прошли в апреле 2010 года.

## Предвыборная обстановка
В начале 2000-х годов в Боливии был высокий уровень политической нестабильности, включая смену пяти президентов за четыре года. В значительной степени нестабильность возникла в результате экономических реформ, известных также как «шоковая терапия», проведённых президентом Гонсало Санчесом де Лосада, в результате которых многие бывшие коммунальные предприятия были приватизированы.
Реформы в конечном итоге привели к Первой боливийской газовой войне в октябре 2003 года, когда протестующие, многие из которых были коренными жителями, по сути, вынудили Санчеса де Лосада уйти в отставку. После этого временно исполнял обязанности президента вице-президент Карлос Меса.
Меса провёл всенародный референдум о перспективах национализации нефтяной и газовой промышленности, который, как утверждал сам Месса, он выиграл. Однако критики заявляли, что вопросы о прямой национализации отрасли были расплывчатыми и двусмысленными.
В мае 2005 года началась Вторая боливийская газовая война после того, как парламент согласился поднять налоги на иностранные компании с 18 % до 32 %. Профсоюзы, возглавляемые Эво Моралесом, считали, что закон был не достаточным, и фактически закрыли страну, заблокировав основные дороги и перекрыв поставки продовольствия в несколько крупных городов.
В июне 2005 года протесты в конечном итоге привели к отставке Месы. После того, как президенты Сената и Палаты депутатов отказались от должности президента пост занял председатель Верховного суда Эдуардо Родригес, который был четвертым в очереди.
Родригеса, которого считали аполитичной фигурой, приветствовали протестующие, и он призвал к тому, чтобы президентские выборы, которые должны были состояться в 2007 году, были перенесены на декабрь 2005 года.

## Избирательная система
У избирателей было два бюллетеня: один для голосования на национальном уровне за президента и членов парламента, избираемых по партийным спискам, и бюллетень для голосования за членов парламента, избираемых по одномандатным округам в Палату депутатов. Места сенаторв и депутатов распределялись по департаментам: сенаторы избирались на мажоритарной основе, при этом партия, занявшая первое место, получала два места Сената, а партия, занявшая второе место, — одно, в то время как депутаты избирались по смешанной избирательной системе, при этом депутаты от департаментов присоединялись к депутатам по партийным спискам, а распределение проходило путём компенсационного пропорционального представительства. Национального распределения мест не было.
Голосование являлось обязательным для всех граждан старше 18 лет за исключением боливийцев, проживающие за границей, которые не могли голосовать.

## Результаты

Партийный состав Палаты депутатов после выборов 2005 года:
ДС
ФНЕ
НРД
Подемос

Партийный состав Палаты сенаторов после выборов 2005 года:
ДС
ФНЕ
НРД
Подемос

| Партия                                    | Кандидат в президенты               | Голоса    | %     | Места            | Места | Места | Места |
| Партия                                    | Кандидат в президенты               | Голоса    | %     | Палата депутатов | +/-   | Сенат | +/-   |
| ----------------------------------------- | ----------------------------------- | --------- | ----- | ---------------- | ----- | ----- | ----- |
| Движение к социализму                     | Эво Моралес                         | 1 544 374 | 53,74 | 72               | +45   | 12    | +4    |
| Социально-демократическая сила (Подемос)  | Хорхе Кирога                        | 821 745   | 28,59 | 43               | +39   | 13    | +12   |
| Фронт национального единства              | Самюэль Дориа Медина                | 224 090   | 7,80  | 8                | новая | 1     | новая |
| Националистическое революционное движение | Мичиаки Нагатани Моришита           | 185 859   | 6,47  | 7                | -     | 1     | -     |
| Коренное движение Пачакутека              | Фелипе Киспе                        | 61 948    | 2,16  | 0                | -6    | 0     | 0     |
| Новая республиканская сила                | Гильдо Ангуло Кабрера               | 19 667    | 0,68  | 0                | -25   | 0     | -2    |
| Аграрный патриотический фронт             | Элисео Родригес Пари                | 8737      | 0,30  | 0                | новая | 0     | новая |
| Социальный союз рабочих Боливии           | Нестор Гарсиа Рохас                 | 7381      | 0,26  | 0                | новая | 0     | новая |
| Недействительных/пустых бюллетеней        | Недействительных/пустых бюллетеней  | 228 616   | -     | -                | -     | -     | -     |
| Всего                                     | Всего                               | 3 102 417 | 100   | 130              | 0     | 27    | 0     |
| Зарегистрированных избирателей/Явка       | Зарегистрированных избирателей/Явка | 3 671 152 | 84,51 | -                | -     | -     | -     |
| Источник: IFES, IFES                      |                                     |           |       |                  |       |       |       |

## Последующие события
Моралес утверждал, что его победа ознаменовала собой первое в истории Боливии избрание главы государства из числа коренного населения, что, однако, вызвало споры из-за нескольких предыдущих президентов-метисов, которые были до Моралеса, и было открыто оспорено такими фигурами, как Марио Варгас Льоса, который обвинил Моралеса в разжигании расовых разногласий во всё более смешивающейся Латинской Америки.